# Улеево (Бураевский район)
Улеево (баш. Үләй) — деревня в Бураевском районе Башкортостана, входит в состав Бадраковского сельсовета.

## Население
| 2002 | 2009 | 2010 |
| ---- | ---- | ---- |
| 154  | ↘151 | ↘137 |

Национальный состав
Согласно переписи 2002 года, преобладающая национальность — башкиры (77 %).

## Географическое пололжение
Расстояние до:
- районного центра (Бураево): 23 км,
- центра сельсовета (Большебадраково): 5 км,
- ближайшей ж/д станции (Янаул): 91 км.